# Paniqui
Paniqui è una municipalità di prima classe delle Filippine, situata nella Provincia di Tarlac, nella Regione di Luzon Centrale.
Paniqui è formata da 35 baranggay:
- Abogado
- Acocolao
- Aduas
- Apulid
- Balaoang
- Barang (Borang)
- Brillante
- Burgos
- Cabayaoasan
- Canan
- Carino
- Cayanga
- Colibangbang
- Coral
- Dapdap
- Estacion
- Mabilang
- Manaois

- Matalapitap
- Nagmisaan
- Nancamarinan
- Nipaco
- Patalan
- Poblacion Norte
- Poblacion Sur
- Rang-ayan
- Salumague
- Samput
- San Carlos
- San Isidro
- San Juan de Milla
- Santa Ines
- Sinigpit
- Tablang
- Ventenilla